# وجار

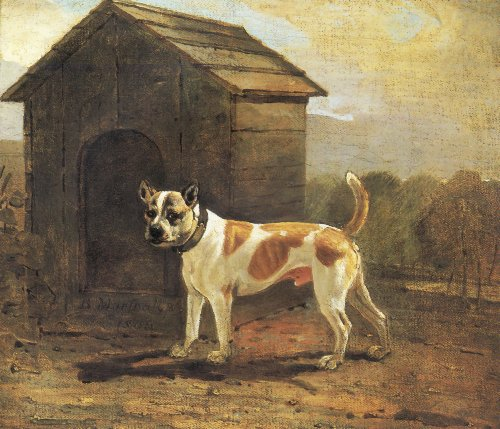
لوحة كلب ووجارٍ نحو 1835

الوِجار أو بيت الكلب هو مبنى خارجي لإتاحة مأوى لكلب تقيه من مختلف الظروف الجوية.

## الصور

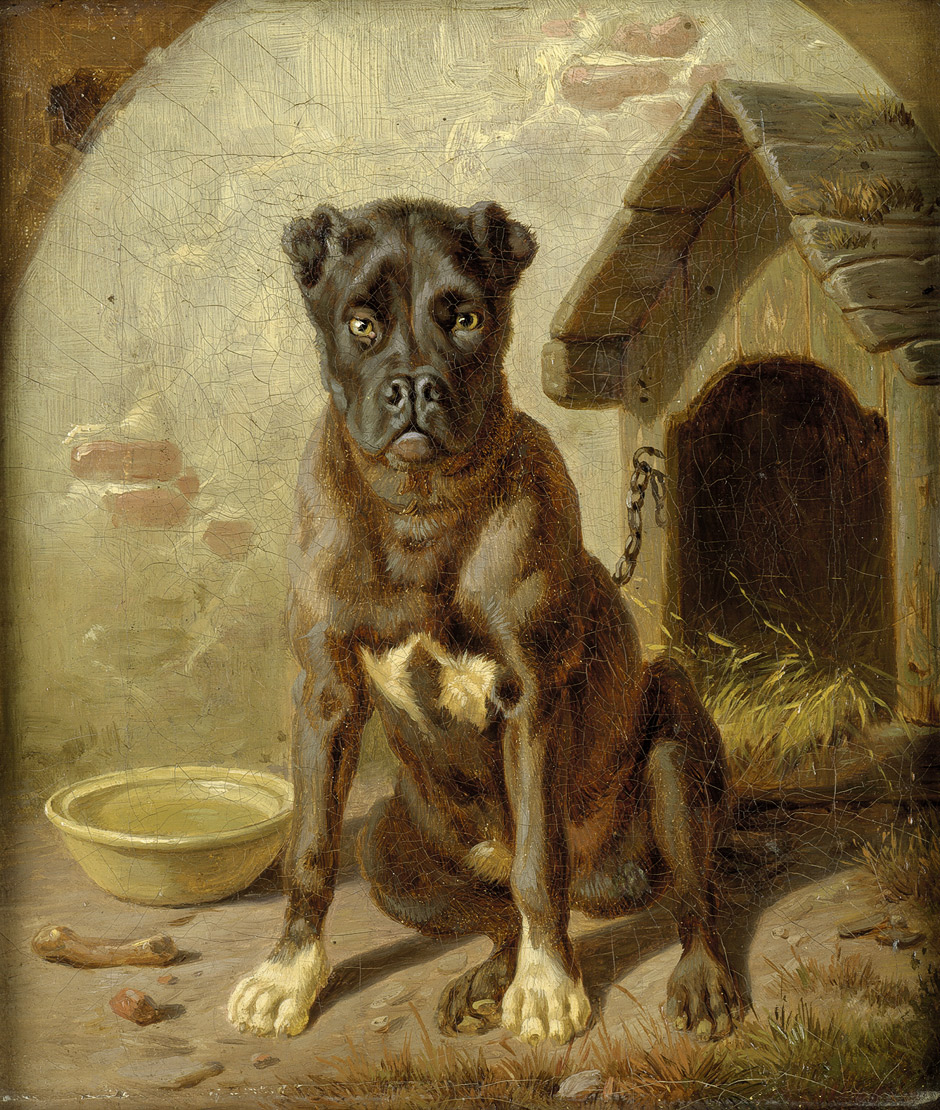
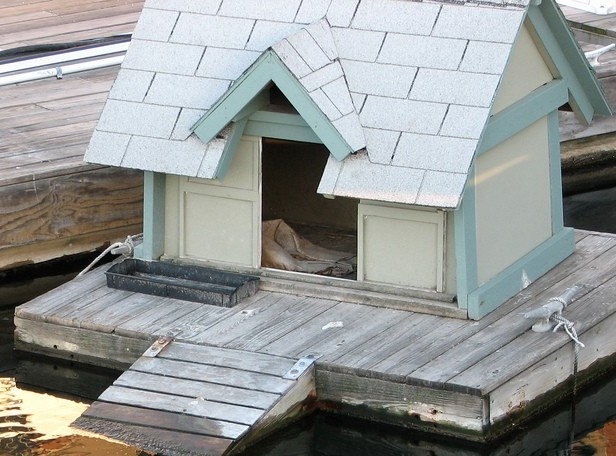
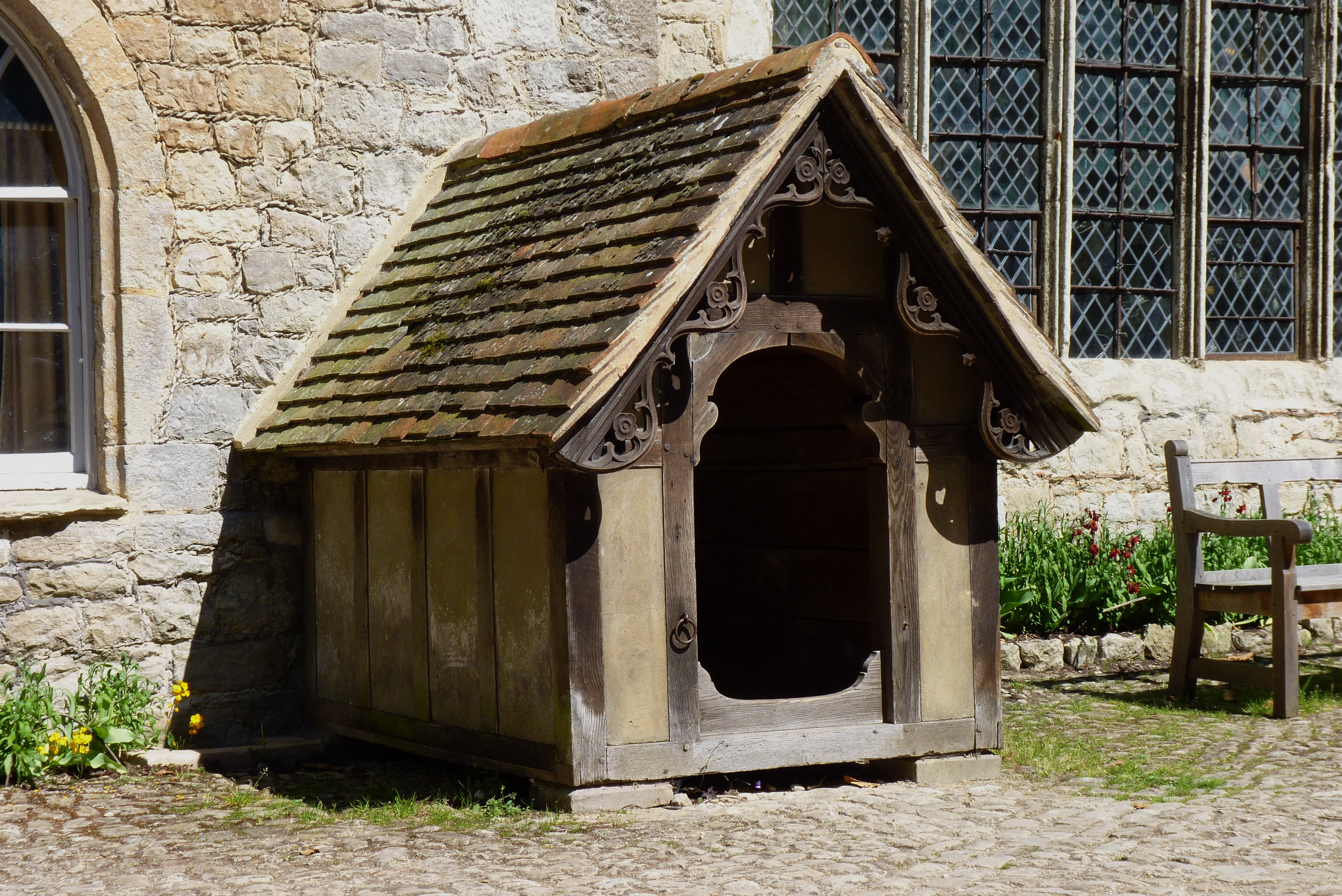